# Alosa rogenca
L'alosa rogenca (Calendulauda burra) és una espècie d'ocell de la família dels alàudids (Alaudidae)

## Hàbitat i distribució
Zones sorrenques dels desert del Kalahari, al sud-est de Namíbia i nord-oest de Sud-àfrica.